# Saison 1 de Twin Peaks
Chronologie
saison 2
Cet article présente la première saison de la série télévisée Twin Peaks.

## Synopsis
À Twin Peaks dans l'État de Washington en 1989, le corps de Laura Palmer, une jolie lycéenne connue et aimée de tous, est retrouvé emballé dans un sac en plastique sur la berge d'une rivière par Pete Martell. Le méticuleux agent spécial du FBI Dale Cooper est désigné pour mener l'enquête. Il découvre alors que Laura Palmer n'était pas celle que l'on croyait et que de nombreux habitants de la ville ont quelque chose à cacher.

## Distribution principale
- Kyle MacLachlan : agent Dale Cooper
- Michael Ontkean : shérif Harry S. Truman
- Joan Chen : Jocelyn « Josie » Packard
- Piper Laurie : Catherine Martell
- Jack Nance : Pete Martell
- Ray Wise : Leland Palmer
- Dana Ashbrook : Bobby Briggs
- Everett McGill : Big Ed Hurley
- James Marshall : James Hurley
- Richard Beymer : Benjamin Horne
- Sherilyn Fenn : Audrey Horne
- Lara Flynn Boyle : Donna Hayward
- Warren Frost : Dr. William Hayward
- Mädchen Amick : Shelly Johnson
- Peggy Lipton : Norma Jennings
- Kimmy Robertson : Lucy Moran
- Sheryl Lee : Laura Palmer / Madeleine Ferguson

## Épisodes
N. B. : À l'origine, les épisodes n'avaient pas de titre. C'est lors de leur diffusion en Allemagne que des titres leur ont été donnés. Les titres anglais présentés ci-dessous sont une traduction des titres allemands utilisés par certains fans et journalistes. En France, ils sont utilisés des années plus tard lors de leur diffusion sur Netflix, puis Canal+.

### Épisode pilote
- États-Unis : ABC, 8 avril 1990
- France : La Cinq, 15 avril 1991

- Russ Tamblyn (Dr. Lawrence Jacoby)
- Eric Da Re (Leo Johnson)
- Mary Jo Deschanel (Eileen Hayward)
- Harry Goaz (shérif adjoint Andy Brennan)
- Gary Hershberger (Mike Nelson)
- Michael Horse (adjoint Tommy « Hawk » Hill)
- Grace Zabriskie (Sarah Palmer)
- Troy Evans (le principal George Wolchezk)
- John Boylan (le maire Dwayne Milford)
- Rodney Harvey (Biker Scotty)
- Sheryl Lee (Laura Palmer)
- Robert Davenport (Johnny Horne)
- Jan D'Arcy (Sylvia Horne)
- Kimmy Robertson  (Lucy Moran)
- Jessica Wallenfels (Harriet Hayward)
- Wendy Robie (Nadine Hurley)
- Don Davis (Major Briggs)
- Charlotte Stewart  (Betty Briggs)
- Phoebe Augustine (Ronette Pulaski)
- Catherine E. Coulson (Margaret Lanterman, "la dame à la buche")
- Al Strobel (le manchot)

### Épisode 1
- États-Unis : ABC, 12 avril 1990
- France : La Cinq, 22 avril 1991

- Grace Zabriskie (Sarah Palmer)
- Don Davis (Major Briggs)
- Mary Jo Deschanel (Eileen Hayward)
- Charlotte Stewart (Betty Briggs)
- Gary Hershberger (Mike Nelson)
- Wendy Robie (Nadine Hurley)
- Kimmy Robertson (Lucy Moran)
- Catherine E. Coulson (Margaret Lanterman, "la dame à la buche")
- Frank Silva (Killer Bob) [non crédité]
- Al Strobel (le manchot)

### Épisode 2
- États-Unis : ABC, 19 avril 1990
- France : La Cinq, 22 avril 1991

- Grace Zabriskie (Sarah Palmer)
- David Patrick Kelly (Jerry Horne)
- Miguel Ferrer (Agent spécial Albert Rosenfield)
- Victoria Catlin (en) (Blackie O'Reilly)
- Wendy Robie (Nadine Hurley)
- Kimmy Robertson (Lucy Moran)
- Jan D'Arcy (Sylvia Horne)
- Mary Jo Deschanel (Eileen Hayward)
- Gary Hershberger (Mike Nelson)
- Michael J. Anderson (l'Homme venu d'un autre endroit)
- Robert Bauer (Johnny Horne)
- Frank Silva (Killer Bob)
- Al Strobel (le manchot)

Jerry Horne, le frère de Benjamin, est de retour de Monaco. Les deux frères vont fêter leur retour au « Jack n'a qu'un œil », un casino dissimulant une maison close dirigée par Blackie, de l'autre côté de la frontière, au Canada. Dans la forêt, Bobby et Mike sont confrontés à Léo qui est en fait un trafiquant de drogues, il leur réclame son argent en les menaçant. En parcourant le journal intime de Laura, Cooper a découvert une phrase suspecte : « Rendez-vous avec J. ce soir ». Dès lors, il soupçonne sept habitants dont le nom ou prénom commence par J (ainsi que le Jack n'a qu'un œil). Il utilise la méthode d'investigation suivante : après avoir expliqué sa passion pour le Tibet et l'importance des rêves et intuitions à Truman, Hawk, l'adjoint Andy Brennan et la secrétaire Lucy, il lance des pierres vers une bouteille de verre en se concentrant sur les personnes connaissant Laura et dont le nom commence par un « J ». La bouteille tombe mais sans se casser pour le docteur Jacoby mais elle se brise pour Leo Johnson. L'équipe du FBI dirigée par Albert Rosenfield arrive à Twin Peaks pour étudier les traces d'empreintes.

### Épisode 3
- États-Unis : ABC, 26 avril 1990
- France : La Cinq, 29 avril 1991

- Grace Zabriskie (Sarah Palmer)
- Miguel Ferrer (Agent spécial Albert Rosenfield)
- Walter Olkewicz (Jacques Renault)
- Royce D. Applegate (Révérend Clarence Brocklehurst)
- Jed Mills (Wilson Mooney)
- Wendy Robie (Nadine Hurley)
- Kimmy Robertson (Lucy Moran)
- Gary Hershberger (Mike Nelson)
- Don Davis (Major Briggs)
- Charlotte Stewart (Betty Briggs)
- Robert Bauer (Johnny Horne)
- Catherine E. Coulson (Margaret Lanterman, "la dame à la buche")

Le lendemain matin, Cooper a oublié le nom du tueur mais il est persuadé que son rêve est la clé de l'enquête. Fascinée par Cooper, Audrey lui conseille de s'intéresser au Jack n'a qu'un œil. À la morgue, Truman et Cooper interviennent pour arrêter une bagarre entre le docteur Hayward, le père de Donna, Benjamin Horne et le médecin-légiste du FBI, Albert Rosenfield. Pour l'enterrement de Laura, sa cousine, Maddy Ferguson, arrive en ville.  Leo Johnson est interrogé par Cooper et Truman mais affirme ne pas connaître Laura et avoir un alibi pour la nuit de sa mort. Lors de l'autopsie, Rosenfield découvre que Laura se droguait à la cocaïne et trouve un autre bout de papier dans son estomac, marqué de la lettre J. Toute la ville se rend ensuite aux funérailles.

### Épisode 4
- États-Unis : ABC, 3 mai 1990
- France : La Cinq, 29 avril 1991

- Grace Zabriskie (Sarah Palmer)
- Chris Mulkey (Hank Jennings)
- Jed Mills (Wilson Mooney)
- Al Strobel (Philip Michael Gerard / "The One-Armed Man")
- David Lynch (Gordon Cole, voix)

Andy Brennan dessine le portrait robot de l'homme que Sarah a vu dans son rêve. Cooper reconnaît celui que le manchot appelait Bob. Un peu plus tard, l'agent du FBI fait la connaissance de ce manchot, Philip Michael Gerard, un représentant en chaussures, mais celui-ci nie connaitre le Bob du rêve. Cependant, son meilleur ami est un vétérinaire nommé Bob Lydecker. En fouillant ses dossiers, Cooper découvre que Jacques Renault possède un mainate, Waldo. Josie surprend Catherine Martell et Benjamin Horne en train d'organiser un plan macabre visant à la faire disparaître dans l'incendie de la scierie. Norma accepte d'aider son mari Hank, sorti de prison pour homicide involontaire, à se réinsérer en le faisant travailler au Double R. Donna accepte d'aider Audrey à démasquer le tueur de Laura.

### Épisode 5
- États-Unis : ABC, 10 mai 1990
- France : La Cinq, 6 mai 1991

- Chris Mulkey (Hank Jennings)
- David Patrick Kelly (Jerry Horne)
- Don Davis (Major Briggs)
- Charlotte Stewart (Betty Briggs)
- Don Amendolia (Emory Battis)
- Catherine E. Coulson (Margaret Lanterman, "la dame à la buche")

En pleine nuit, Cooper est réveillé par des touristes islandais et demande à sa secrétaire Diane, à travers son magnétophone dont il ne sépare jamais, de lui envoyer des boules Quies. Le lendemain, chez Jacques Renault, il découvre un magazine, Fleshworld, qui servait à passer des annonces érotiques - il y retrouve celles de Laura et Ronette. L'analyse du sang retrouvé sur la chemise de Leo indique qu'il s'agit de celui de Jacques Renault et non de Laura.
Cooper décide alors de perquisitionner la cabane que Renault possède dans la forêt. En chemin, Cooper et Truman rencontrent la Femme à la Bûche. Elle leur affirme que sa bûche a vu deux hommes et deux filles se rendre dans la forêt le soir du meurtre. Puis, un troisième homme est arrivé, une femme a hurlé puis le silence. Dans la cabane de Renault, Cooper découvre un mainate et un jeton de 1000 $ du Jack n'a qu'un œil. Leo prépare l'incendie de la scierie. Audrey réussit à se faire engager au rayon parfumerie du Grand Magasin Horne, en menaçant le gérant, Emory Battis.
Hank Jennings revient à Twin Peaks travailler au Double R. Il agresse Leo, car celui-ci s'est approprié son trafic pendant son emprisonnement. Énervé, Leo s'apprête à battre de nouveau sa femme mais celle-ci lui tire dessus.

### Épisode 6
- États-Unis : ABC, 17 mai 1990
- France : La Cinq, 6 mai 1991

- Chris Mulkey (Hank Jennings)
- David Patrick Kelly (Jerry Horne)
- Walter Olkewicz (Jacques Renault)
- Kimmy Robertson (Lucy Moran)
- Wendy Robie (Nadine Hurley)
- Don Amendolia (Emory Battis)
- Victoria Catlin (Blackie O'Reilly)
- Mark Lowenthal (Herbert Neff)

Cooper discute avec Audrey dans sa chambre, et lui explique pourquoi il ne peut coucher avec elle. Au poste de police, Lucy élude toujours la discussion avec Andy, amoureux d'elle, et reçoit un coup de téléphone d'un médecin. Le rapport médico-legal prouve que Laura, Ronette, Leo et Jacques étaient dans la cabane de Renault la nuit du meurtre de Laura. Hawk révèle que Renault travaille maintenant au Jack n'a qu'un œil.
Cooper pense que le mainate, Waldo, connaît le nom de l'assassin... Lui, Truman et le docteur Hayward essayent en vain de le faire parler : ils le laissent seul dans une pièce, avec un magnétophone à déclenchement vocal, pour enregistrer ses paroles.
Leo espionne Shelly et la voit avec Bobby. Elle apprend à Bobby qu'elle a tiré sur Leo la veille.
En espionnant Battis, Audrey découvre que le rayon parfumerie du grands magasin Horne est le lieu de recrutement du Jack n'a qu'un œil. Elle décide de s'y faire engager sous une fausse identité.
Leo Johnson tue le mainate d'un coup de fusil mais les derniers mots de Waldo ont été enregistrés.
Cooper et Ed Hurley se rendent au Jack n'a qu'un œil pour interroger Jacques Renault.
Ben Horne appelle Josie afin qu'elle s'arrange pour que Catherine Martell soit dans la scierie au moment de l'incendie.
Audrey rencontre la tenancière du Jack n'a qu'un œil, Blackie. Elle réussit à s'y faire engager après avoir fait la démonstration d'un talent particulier...
Maddy, James et Donna écoutent la cassette enregistrée par Laura à l'attention du docteur Jacoby. Ils découvrent également un boîtier vide correspondant à la cassette enregistrée par Laura le jour de sa mort et décident d'aller chercher cette cassette chez Jacoby.
Alors qu'il regarde Invitation à l'Amour, le docteur Jacoby reçoit un coup de téléphone de Laura... Il se rend au rendez-vous qu'elle lui a fixé.
Pendant que Maddy attend au belvédère, portant une perruque blonde pour ressembler à Laura, James et Donna se rendent chez Jacoby pour trouver la cassette manquante.
Bobby Briggs espionne la scène, suit la moto de James et y met un sachet de cocaïne dans le réservoir en leur absence.

### Épisode 7
- États-Unis : ABC, 23 mai 1990
- France : La Cinq, 13 mai 1991

- Chris Mulkey (Hank Jennings)
- Walter Olkewicz (Jacques Renault)
- Victoria Catlin (Blackie O'Reilly)
- Wendy Robie (Nadine Hurley)
- Kimmy Robertson (Lucy Moran)

Le docteur Jacoby se rend à son rendez-vous avec Maddy, la prenant pour Laura Palmer. Il se fait agresser et subit une attaque cardiaque pendant que Donna et James fouillent son appartement et découvrent le pendentif et une autre cassette enregistrée par Laura. Quand Madelyne, Donna et James repartent, Bobby téléphone au bureau du shérif pour le dénoncer.
Au Jack n'a qu'un œil, Cooper se fait passer pour un associé de Leo Johnson pour faire parler Jacques Renault et lui tendre un piège. Il apprend à Cooper qu'il était avec Leo, Ronette et Laura la nuit du meurtre de Laura.
Audrey remarque Cooper sur l'écran vidéo dans le bureau de Blackie.
Leo kidnappe Shelly.
Lorsqu'il est arrêté par la police, Jacques Renault se débat. Il est sur le point de tirer sur Truman lorsque Andy lui tire dessus, le touchant à la jambe.
Maddy, Donna et James écoutent la cassette qu'ils ont trouvée chez Jacoby.
Shelly Johnson, ligotée par Leo, se retrouve prisonnière à la scierie avec un déclenchement de l'incendie dans l'heure qui suit.
Hank fait chanter Josie parce qu'elle a conclu dans le passé un contrat avec lui pour qu'il tue son mari et qu'elle hérite de la scierie. Elle lui donne 90 000 $, mais il ne compte pas s'en tenir là.
A la scierie, Catherine ne retrouve plus le livre de comptes. Inquiète, elle supplie l'aide de Pete, son mari.
Après l'arrestation de Jacques Renault, Andy se réconcilie avec Lucy, qui lui avoue être enceinte. 
Bobby téléphone au bureau du shérif pour dénoncer James en se faisant passer pour Leo. 
À l’hôpital, Jacques avoue qu'il s'est battu avec Leo qui l'a assommé la nuit du meurtre. À son réveil, il était seul. 
Le docteur Jacoby se rétablit dans une chambre voisine. Le médecin dit à Cooper que dans son délire, il a dit avoir reçu un appel de Laura Palmer. 
Hank Jennings, qui est de mèche avec Horne, donne rendez-vous à Catherine Martell à la scierie.
Au restaurant, il promet à sa femme de se racheter, et elle se laisse amadouer.
Ed Hurley retrouve Nadine, sa femme dépressive, inconsciente. Elle a tenté de se suicider.
Au poste de police, James donne la dernière cassette de Laura à Cooper, mais celui-ci lui dévoile le sachet de cocaïne trouvé dans sa moto.
De retour chez Shelley, Bobby trouve Leo Johnson qui s'apprête à le tuer à coup de hache mais Hank tire par la fenêtre et abat Leo.
À la scierie, Catherine libère Shelley alors que l'incendie commence.
À l'hôpital, après avoir déclenché l'alerte incendie, Leland Palmer assassine Jacques Renault sur son lit.
Pour fêter son contrat avec les touristes islandais, Ben Horne se rend au Jack n'a qu'un œil, pour tester les nouvelles recrues. Il entre alors dans la chambre où se trouve Audrey.